# 卡卡提亞王朝
卡卡提亞王朝（泰盧固語：కాకతీయ సామ్రాజ్యము）是公元1083年至1323年統治現今印度大部分安得拉邦的一個印度王朝，王朝信奉濕婆教。卡卡提亞王朝是一個持續了多個世紀的泰盧固人王朝。

## 早期歷史
岡迪亞是卡卡提亞王朝史上的首位知名歷史人物，他在羅濕陀羅拘陀統治者克里希納二世麾下效力，並在抵抗東遮婁其王朝的戰爭裡裏犧牲。克里希納二世為表感激，讓岡迪亞的兒子埃里亞管治瓦朗加爾附近的庫拉瓦迪。埃里亞在羅濕陀羅拘陀東部邊界建立卡卡提亞王朝，以監視遮婁其王朝，他設卡卡提普拉為首都。埃里亞的孫兒卡卡提亞·岡迪亞納罔顧他的兄弟阿馬二世而代表君主克里希納三世去幫助遮婁其王朝君主達納爾納瓦，並登上了文吉遮婁其王朝的王座。
岡迪亞納的兒子及繼承者貝塔拉賈一世在遮婁其王朝與朱羅王朝大戰之際佔了便宜，儼然成為了公國君主。貝塔二世在1076年至1108年成為了卡卡提亞王朝的統治者，改首都為奧魯加盧。遮婁其王朝開始衰落時，貝塔二世的弟弟普羅拉二世乘著混亂形勢而宣佈獨立，他擊敗和殺死了克里希納地區的統治者，並兼併了他的領土。不過，普羅拉二世在試圖吞併韋蘭納蒂王國的時候戰死。

## 魯德拉德瓦時期
普羅拉二世的長子魯德拉德瓦（1158年－1195年）繼承王位，他又被稱為普拉塔帕魯德拉一世（Prataparudra I）。到1162年，魯德拉德瓦征服了眾多敵人，使他的細小公國轉變成一個遼闊的王國。在他的統治晚期，魯德拉德瓦致力於征服海岸地區，鞏固並把王國東擴至哥達瓦里河（Godavari River）三角洲。
1163年，魯德拉德瓦在赫訥姆貢達（Hanumakonda）建造千柱廟。1176年至1182年在巴納杜爆發了戰爭，魯德拉德瓦向那羅迦摩（Nalagama）提供軍事支援，挫敗貝拉納杜（Velanadu）。為了進一步佔據優勢，魯德拉德瓦領軍進襲安得拉邦海岸地區，征服斯里賽拉姆（Srisailam）和特里普倫塔甘（Tripurantakam）。
在他的統治時期的最後一年，他與德瓦吉里的雅達瓦斯王朝（Yadavas）發生衝突，雅達瓦斯王朝國王傑伊特拉帕拉一世（Jaitrapala I）擊敗及殺死了魯德拉德瓦。由於魯德拉德瓦的逝世和他的甥侄加納帕蒂（Ganapati）被雅杜人（Yadu）俘虜，其弟馬哈德伐繼承王位，開始其短暫的三年執政。馬哈德伐為營救加納帕蒂及為魯德拉德瓦報仇而向雅達瓦斯王朝策動遠征，結果在戰事中喪生。

## 加納帕蒂德瓦時期
馬哈德伐死後，王國陷入一片混亂，卡卡提亞王朝最高統帥雷赫爾拉·魯德拉力挽狂瀾。雅達瓦斯王朝的傑伊特拉帕拉一世出於要對抗南部曷薩拉王朝對瓦朗加爾的威脅而決定釋放加納帕蒂。加納帕蒂返國後登基為王，在他的長期統治下，北自格里姆訥格爾（Karimnagar）及阿納卡帕（Anakapalle）、南至昂哥爾（Ongole）一線的泰盧固語族人都被統合起來。雖然他在1269年才去世，但他在1262年就把管治權交給女兒魯德拉瑪德瓦，不再干預政務。
加納帕蒂被譽為卡卡提亞王朝最偉大的君王，他是繼百乘王朝後第一個統一泰盧固地區的國王。加納帕蒂在國內建立秩序，鼓勵通商，高康達（Golkonda）要塞及瓦朗加爾城外、別具卡卡提亞風格的羅摩寺大抵是在這個時期建造的。

## 魯德拉瑪德瓦時期
1262年至1289年在位的魯德拉瑪德瓦是王朝最突出的統治者，她是印度歷史上少數女王的其中一人。她的原名是魯陀羅巴，加納帕蒂德瓦是她的父親，加納帕蒂德瓦膝下無兒。她透過古老的補特利迦（Putrika，「傀儡」）儀式成為了加納帕蒂德瓦的兒子並成為女王。她嫁給東遮婁其王朝尼德德沃萊（Nidadavole）親王韋茹阿巴德茹阿。雖然她麾下的將軍對於這位女王有所疑慮，魯德拉瑪德瓦成功平定了內部動亂和外來威脅，抵抗朱羅王朝和雅達瓦斯王朝的入侵，贏得了他們的尊重。魯德拉瑪德瓦仍是印度南部女權的象徵人物之一。

## 普拉塔帕魯德拉時期
1289年11月，魯德拉瑪德瓦在對抗叛變的卡亞斯塔人酋長安巴德瓦時戰死。她在早前按照父親加納帕蒂德瓦的建議納其孫兒普拉塔帕魯德拉為她的兒子和繼承人，普拉塔帕魯德拉遂在1290年初登基。在他的整個統治時期，普拉塔帕魯德拉致力於抵抗內叛外侵，將邊界延伸至西方的赖久尔（Raichur）。他又進行了許多的行政改革，部分還被後世的毗奢耶那伽羅王朝沿用。

## 地位與姻盟
在加納帕蒂德瓦統治時期，一些安得拉地區的小國如查吉（Chagi）、佩里車底（Pericchedi）、科塔跋蹉（Kota Vamsa）、韋蘭納提柯陀（Velanati Chodas）都是卡卡提亞王朝的附庸。自加納帕蒂德瓦統治時期開始，王朝開始與東遮婁其王朝、查吉、佩里車底和奧里薩的龐吉王朝締結姻親。
加納帕蒂德瓦迎娶卡卡提亞王朝軍事指揮官賈亞帕·納宇都（Jayapa Nayudu）的姐妹納拉瑪姆巴和派拉瑪姆巴。加納帕蒂德瓦的姐妹梅林比卡則下嫁給納塔瓦迪的統治者查吉·布達拉朱的次子。魯德拉瑪德瓦嫁給東遮婁其王朝尼德德沃萊（Nidadavole）親王韋茹阿巴德茹阿，而加納帕蒂德瓦的次女根納彭芭則嫁到科塔跋蹉。隨著與剎帝利部族的結親，卡卡提亞王朝以貢土爾地區找到的刻文為證據以取得地位。由於魯德拉瑪德瓦的丈夫韋茹阿巴德茹阿來自東遮婁其王朝的摩滕戈特拉家族，故此後的卡卡提亞王朝統治者都在他們的銘文上自稱為摩滕戈特拉的剎帝利。

## 王朝瓦解
1296年，德里蘇丹國蘇丹賈拉勒丁的女婿阿拉丁·卡爾吉（Alauddin Khilji）侵襲和洗劫德瓦吉里，開始了德里蘇丹國對印度南部的征服。阿拉丁·卡爾吉後來殺害了賈拉勒丁，掌控蘇丹國，卡卡提亞王朝的財富和繁榮吸引了他的注意。1303年，馬利克·法赫爾丁（Malik Fakruddin）率領蘇丹國的軍隊入侵卡卡提亞王朝，雙方在格里姆訥格爾交戰，結果因卡卡提亞王朝軍隊的奮勇抵抗而徹底失敗。德里蘇丹國的另一位將領馬利克·卡富爾（Malik Kafur）在1309年再次舉兵入侵卡卡提亞王朝，佔領修利普拉及赫訥姆貢達，瓦朗加爾在長時期的圍攻下亦告失陷。馬利克·卡富爾放縱部下在這些港口城市大肆殺人和破壞，促使普拉塔帕魯德拉達成協議，向德里蘇丹國輸貢。德里蘇丹國在1320年進行權力交接，普拉塔帕魯德拉伺機重申卡卡提亞王朝的獨立。吉亞斯·烏德·丁·圖格魯克繼承了德里蘇丹國的王位，他在1323年遣其子穆罕默德·賓·圖格魯克討伐反抗的卡卡提亞王朝。穆罕默德·賓·圖格魯克雖被擊退，但他在一個月後卷土重來，準備不足和疲憊厭戰的瓦朗加爾軍隊終被擊敗，普拉塔帕魯德拉成為了階下囚，他在被轉移至德里途中縱身投入南摩多河自盡。
卡卡提亞王朝的瓦解使國內陷入一片混亂，本來在王朝當中擔任軍職的穆松努里·納亞克斯（Musunuri Nayaks）聯合泰盧固人重奪瓦朗加爾，並維持統治達半個世紀。

## 遺產
在泰盧固人的歷史裡，卡卡提亞王朝被視為一個黃金時代，該王朝由泰盧固語族的統治者統治，鼓勵文學、藝術和建築。位於赫訥姆貢達的千柱廟可證明這一點。在這個時期，在奎師那河河畔的科魯爾（Kollur）發掘出著名的光之山（Koh-i-Noor）鑽石，光之山在王朝瓦解後作為贓物帶到德里。羅摩寺至今仍完好無損，它是卡卡提亞藝術和雕刻的代表作。

## 註腳
1. ↑  Om Gupta. . Gyan Publishing House. 2006年: 第1149頁. ISBN 8182053897 （英语）.
2. ↑  . indianetzone.   [06-01-2011]. （原始内容存档于2020-10-01） （英语）.
3. ↑  The Ghanapur group of temples，第3頁
4. ↑  Ramesh Chandra Majumdar、Bhāratīya Itihāsa Samiti. . G. Allen & Unwin. 1969年: 第199頁 （英语）.
5. ↑  Kandavalli Balendu Sekaram. . Sri Saraswati Book Depot. 1973年: 第13頁 （英语）.
6. ↑  Dineschandra Sircar. . Motilal Banarsidass. 1968年: 第239頁 （英语）.
7. ↑  Mukkamala Radhakrishna Sarma. . Copies can be had from Booklinks Corp. 1972年: 第27頁 （英语）.
8. ↑  History of medieval Andhradesa，第66頁
9. ↑  V.V. Subba Reddy. . Gyan Publishing House. : 第133頁. ISBN 8121210224 （英语）.
10. ↑  Oriental Institute. Journal of the Oriental Institute. 1970, 20: 第453頁 （英语）. 缺少或|title=为空 (帮助)
11. ↑  History of medieval Andhradesa，第7頁
12. ↑  The Andhra Culture during the Kakatiyan times，第16頁
13. ↑  Racharla Ganapathi. . Bharatiya Kala Prakashan. 2000年: 第47頁. ISBN 8186050531 （英语）.
14. ↑  Penta Sivunnaidu. . Gyan Books. 2004年: 第31頁. ISBN 8178352524 （英语）.
15. ↑  The Ghanapur group of temples，第6頁
16. ↑  The Andhra Culture during the Kakatiyan times，第17頁
17. ↑  The Andhra Culture during the Kakatiyan times，第3頁
18. ↑  Karen Schreitmüller. . Baedeker. 2009年: 第564頁. ISBN 382976622X （英语）.
19. ↑  Sailendra Nath Sen. . New Age International. 1999年: 第417頁. ISBN 8122411983 （英语）.
20. ↑  A. K. V. S. Reddy. . Eastern Book Linkers. 1998年: 第72頁. ISBN 818633971X （英语）.
21. ↑  G. Kamalakar. . Sharada Pub. House. 2004年: 第28頁. ISBN 8188934186 （英语）.
22. ↑  Gurcharn Singh Sandhu. . Vision Books. 2003年: 第159頁 （英语）.
23. ↑  B. N. Sri Sathyan, Karnataka (India). . Director of Print., Stationery and Publications at the Govt. Press. 1970年: 第56頁 （英语）.
24. ↑  Gopal K. Bhargava、Shankarlal C. Bhatt. . Gyan Publishing House. 2006年: 第26頁. ISBN 817835358X （英语）.
25. 1 2  Mountstuart Elphinstone、Edward Byles Cowell. . J. Murray. 1866年: 第241頁 （英语）.
26. ↑  Govind Sakharam Sardesai. . Phoenix Publications. 1957年: 第33頁 （英语）.
27. ↑  R. M. Eaton. . Cambridge University Press. 2005年: 第16–20頁. ISBN 0521254841 （英语）.
28. ↑  Rajat Kanta Ray. . Oxford University Press. 2003年: 97. ISBN 0195658639 （英语）.
29. ↑   21. Calcutta Oriental Press. 1945年 （英语）.